# 小松満男
小松 満男（こまつ みつお、1943年7月 - ）は、日本の工学者。大阪大学工学部応用化学科卒業。同大学大学院工学研究科応用化学修了。

## 経歴
1967年に大阪大学工学部卒業。1969年に同大学大学院工学研究科応用化学専攻修士課程修了。同年に同大学工学部助手、1986年に同大学工学部助教授を経て1995年に同大学工学部教授に就任。1998年に同大学大学院教授に就任。2006年より阿南工業高等専門学校校長に就任。
また1995年から1996年まで日本油化学会理事、日本化学会125周年記念事業特別委員会委員、2000年に有機合成化学協会関西支部支部長・理事、2001年に近畿化学協会理事、日本油化学会理事・総務副委員長、2002年に有機合成化学協会関西支部支部長、ヨウ素利用研究会評議員、2004年に日本油化学会副会長、日本化学会近畿支部支部長、2005年に日本化学会理事を歴任。2018年秋の叙勲で瑞宝中綬章を受章。

## 著書
- 『一目でわかる先端化学の基礎』（野村正勝、町田憲一、2002年7月、大阪大学出版会）